# Reserva del Ejército de los Estados Unidos
La Reserva del Ejército de los Estados Unidos (en inglés United States Army Reserve, USAR) es una fuerza de reserva del Ejército de los Estados Unidos. Juntas, la Reserva del Ejército y la Guardia Nacional del Ejército constituyen el elemento del Ejército de los componentes de reserva de las Fuerzas Armadas de los Estados Unidos.
Desde julio de 2020, el Jefe de la Reserva del Ejército de los Estados Unidos (CAR) es el teniente general Jody J. Daniels. El líder alistado de alto rango de la Reserva del Ejército es el Sargento Mayor de Comando Andrew J. Lombardo.